# 마이클 라일리

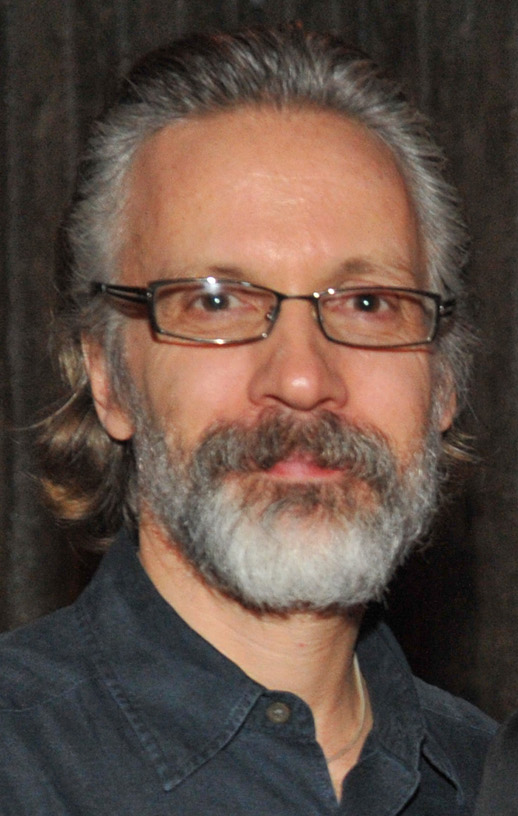

마이클 라일리(Michael Riley, 1962년 2월 4일 ~ )는 캐나다의 배우이다.
런던에서 태어났다.

## 출연 작품
- 미스터 노바디 (2009년)
- 비잉 에리카 (2008년)
- 노말 (2007년)
- 뱀파이어의 일기 (2007년)
- 슈가하우스 (2007년)
- 세이빙 에밀리 (2004년)
- 큐브 제로 (2004년)
- 노숙자에서 하바드로: 리즈 머레이 이야기 (2003년)
- JFK Jr. 스토리 (2003년) - 더글러스 콘트 역
- 마일 제로 (2001년)
- 아이스(영어판) (1998년)
- 아미스타드 (1997년) - 영국 장교 역
- 체인지 소동 (1996년)
- 보스턴 킥아웃 (1996년)
- 버터박스 베이비스 (1995년)
- 제3의 눈 (1995년)
- 프렌치 키스 (1995년) - M. 캠벨 역
- 투 캐치 어 킬러 (1992년)
- 쌍둥이 에디슨 (1982년)

### 텔레비전
- Ace Lightning (2002)